# 1972 en fantasy
| Années de la fantasy : 1969 - 1970 - 1971 - 1972 - 1973 - 1974 - 1975    |
| Décennies de la fantasy : 1940 - 1950 - 1960 - 1970 - 1980 - 1990 - 2000 |

L'année 1972 a été marquée, en matière de fantasy, par les événements suivants.

## Romans - Recueils de nouvelles ou anthologies - Nouvelles
- Elric des dragons (Elric of Melniboné), roman de Michael Moorcock ;
- Les Fusils d'Avalon (The Guns of Avalon), deuxième roman du cycle des Princes d'Ambre, écrit par Roger Zelazny ;
- Les Garennes de Watership Down (Watership Down), premier roman de l'auteur britannique Richard Adams.